# Guillem Rainol d'At
Guilhem Rainol d'At, o anche Guillem Rainol d'At (fl. 1209), è stato un trovatore provenzale minore, originario di Apt in Valchiusa.

## Biografia
Guilhem Rainol era probabilmente il Guilelmus Ranoli, testimone a un documento di Alfonso II di Provenza nel 1209. Nel manoscritto trobadorico D (1254, ora alla Biblioteca Estense, Modena), nell'Italia settentrionale, la poesia A tornar m'er enquer al primer us viene attribuita a Guillems Raouls, probabilmente un errore ortografico per Guilhem Rainol. Altrove questo lavoro viene ascritto a Tomier e Palaizi, Bertran de Born, o Bertran lo Filhs. 
Poco o niente si sa della sua vita. In una tenzone con Guilhem Magret, il suo interlocutore allude alla sua rinuncia della vita religiosa. Le opere di Guilhem accennano comunque a un'inclinazione religiosa. Nel sirventes L'aissatz m'era de chantar si scaglia contro i ricchi, ritraendoli come sottomessi ai clericali. I suoi lavori più interessanti, tuttavia, forniscono introspezioni in merito alla sua personalità e alla sua vita domestica: le sue canzoni leggere Quant aug chantar lo gal sus en l'erbos e Auzir cugei lo chant e.l crit el glat sono tensos composte con sua moglie.